# Mathilde Riis Sørensen
Mathilde Riis Sørensen (født 17. juni 1988) er en dansk langdistance- og åbent vand-svømmer, som til dagligt svømmer i West Swim Esbjerg. Hun har specialiseret sig i svømning i åbent vand og har i sommeren 2009 deltaget i flere afdelinger af FINAs 10 km åbent vand World Cup, hvor hun har opnået en 6. plads i New York og to 7. pladser i henholdsvis Setubal og København. Hun blev desuden dansk mester i 10 km i 2008 og 2009 samt på 5 km i 2008 og 2010.
Mathilde Sørensen kommer oprindeligt fra Thurø og har tidligere svømmet i Svendborg Svømmeklub.

## Resultater
2007
- Dansk mester 10 km. åbent vand
- Dansk mester 5 km. åbent vand
- Vinder af Christianborg Rundt København
- Vinder af Helsingør – Helsingborg

2008
- Dansk mester 5 km. åbent vand
- Dansk mester 10 km. åbent vand
- Vinder af Helsingør – Helsingborg

2009
- World Cup : Portugal nr. 7
- World Cup : København nr. 7
- World Cup : New York nr. 6
- World Cup : Dubai nr. 18
- Vinder af Governoers Island Swim New York
- Dansk Mester 1500 fri kortbane

2010
- Vinder af Vansbrosimmet Sverige
- Vinder af Tjejsimmet Sverige
- Vinder af Christiansborg Rund København
- Dansk mester 5 km åbent vand

2011
- Dansk mester 1500 fri Langbane
- Nordisk Mester 10 km i åbent vand
- Nordisk Mester 5 km i åbent vand
- Vinder af Vansbrosimmet Sverige
- Vinder af Tjejsimmet Sverige
- Dansk mester 5 km åbent vand
- Dansk mester 10 km åbent vand

2012
- Dansk mester 5 km åbent vand
- Dansk mester 10 km åbent vand
- Nordisk mester 5 km åbent vand
- Nordisk mester 10 km åbent vand
- Vinder af Vansbrosimmet Sverige
- Vinder af Tjejsimmet Sverige
- Vinder af Christiansborg Rundt København
- World Cup 10 km Lac St. Jean Canada nr. 9
- World Cup Grand Prix Lac st. Jean Canada 32 km nr 7

2013
- Dansk mester 5km åbent vand
- Vinder af Vansbrosimmet Sverige
- Vinder af Tjejsimmet Sverige

 Der er for få eller ingen kildehenvisninger i denne artikel, hvilket er et problem. Du kan hjælpe ved at angive troværdige kilder til de påstande, som fremføres i artiklen.

| Svømmer | Spire Denne biografi om en svømmer er en spire som bør udbygges. Du er velkommen til at hjælpe Wikipedia ved at udvide den. |